# Chudoba (województwo pomorskie)
Chudoba – kolonia w Polsce położona w województwie pomorskim, w powiecie wejherowskim, w gminie Łęczyce.